# Occupy Wall Street
Occupy Wall Street (en español Ocupa Wall Street o Toma Wall Street, a menudo expresado como #occupywallstreet o abreviadamente #ows debido al hashtag empleado en X, Twitter) fue una rama de la acción de protesta Movimiento 15-O que desde el 17 de septiembre de 2011 ha mantenido ocupado el Zuccotti Park de Lower Manhattan en la Ciudad de Nueva York, Estados Unidos.
Esta concentración de protesta se dirigió contra de lo que para los manifestantes es el poder de las empresas y las evasiones fiscales sistemáticas del 1% más rico. Los iniciadores expresaron el deseo de que la ocupación dure "algunos meses".
El 27 de septiembre hubo protestas en 52 ciudades, entre ellas  Boston, San Francisco, Los Ángeles, Portland y Chicago.
Aunque el movimiento no tenía líderes, al principio estuvo organizado por la revista Adbusters. En agosto de 2011 el grupo hacktivista Anonymous animó a sus seguidores a secundar la protesta, aumentando así la atención recibida. Los organizadores esperaban congregar a 20 000 manifestantes en Wall Street, el distrito financiero de Nueva York, pero el cofundador de la revista Adbusters, Kalle Lasn, dijo que esperaba ver incluso a 90 000 personas.
Los manifestantes fueron obligados a abandonar Zuccotti Park el 15 de noviembre de 2011. Luego, los manifestantes se centraron en ocupar bancos, sedes corporativas, reuniones de juntas, hogares embargados y campus universitarios.

## Historia
Después de la crisis económica de 2008-2011 que dejó a muchos países al borde de la bancarrota, con economías muy débiles y altos índices de desempleo, un grupo canadiense, los "Adbusters Media Foundation", más conocidos por sus anuncios libres de anticonsumismo de la revista llamada Adbusters, propuso una ocupación pacífica de Wall Street en señal de protesta en contra del liderazgo de las políticas del Gobierno de Estados Unidos y su fracaso para prevenir o hacer cambios efectivos en la crisis financiera global. Micah White, editor de la revista Adbusters, ha declarado al respecto: «Nosotros básicamente lanzamos la idea a mediados de julio en nuestra lista de correo electrónico y luego fue asumida de manera espontánea por todos los pueblos del mundo. Solo ha crecido a partir de allí como una bola de nieve». Por eso, aunque inicialmente haya sido una propuesta de la revista, las demostraciones carecen de líderes u organizadores oficiales. Varios activistas de Anonymous alentaron a sus seguidores a formar parte de las protestas, lo que ayudó a incrementar la atención recibida. Otros grupos los siguieron, incluyendo a la Asamblea General de la Ciudad de Nueva York y el U.S. Day of Rage.
Antes de que las protestas se iniciaran el 17 de septiembre de 2011, el Alcalde de Nueva York, Michael Bloomberg, dijo en una conferencia de prensa: «Las personas tienen derecho a protestar, y si quieren protestar, nos complacerá asegurarles que tengan lugares para hacerlo».

### Objetivos y demandas
El objetivo de las manifestaciones y concentraciones es ocupar continuamente Wall Street, el distrito financiero de Nueva York, para hacer visible y clara la protesta por la avaricia corporativa y la percepción la desigualdad social. Los organizadores pretenden que la ocupación dure "el tiempo que sea necesario para satisfacer nuestras demandas."

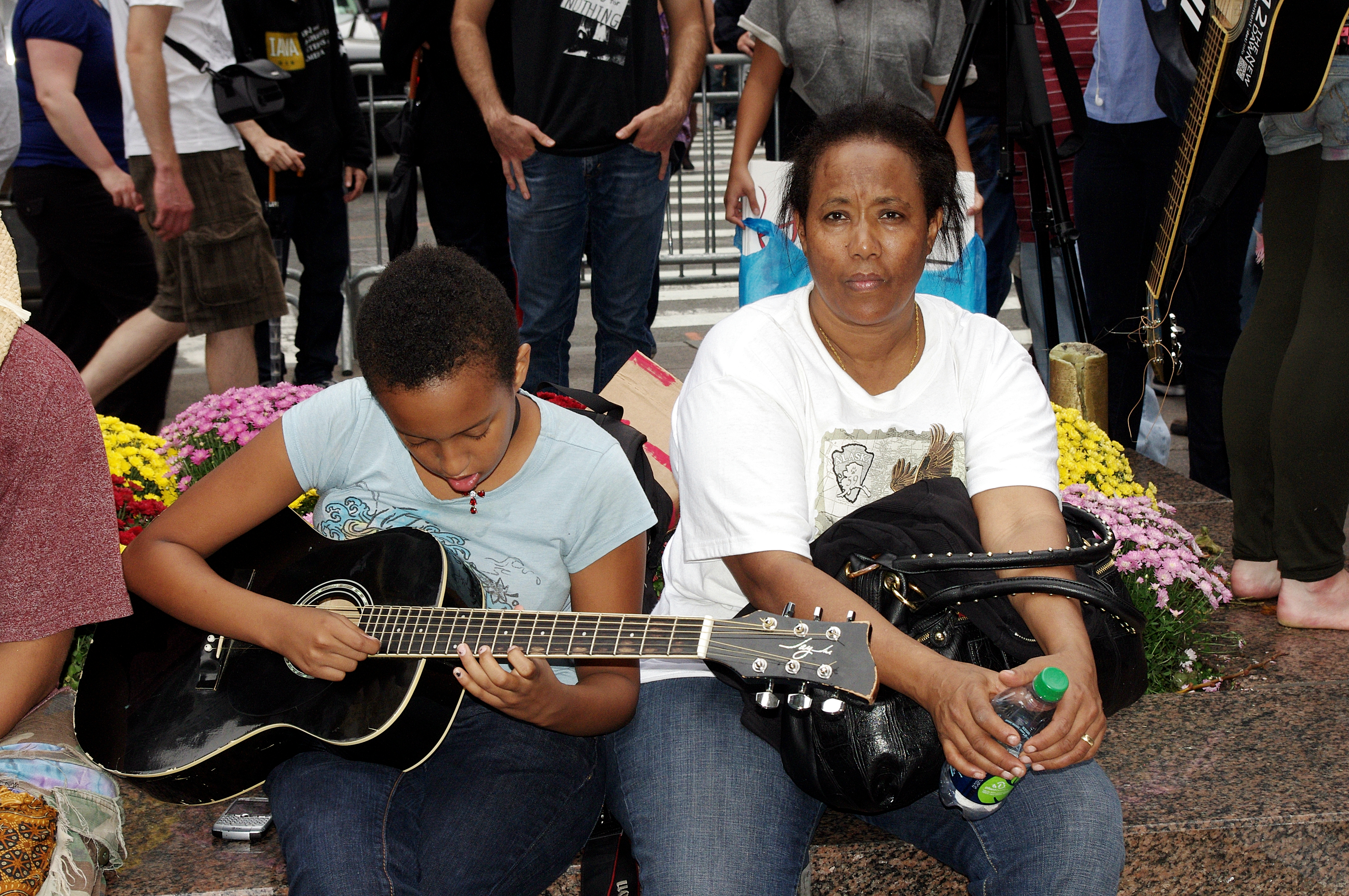
Los manifestantes armando campamentos en el que llaman "Liberty Park", aunque Brookfield Properties, el propietario del espacio público, impuso nuevas reglas el 26 de septiembre para hacer más difícil la estadía de las personas en el parque.

Según Adbusters, el principal grupo organizador de la protesta, la demanda central es que el Presidente Barack Obama "ordene una Comisión Presidencial encargada de poner fin a la influencia del dinero que tienen nuestros representantes en Washington." Michael Moore había sugerido que esto no era como cualquier otra protesta, sino que esta protesta representaba una variedad de demandas con una declaración común sobre la corrupción gubernamental y el privilegio de las grandes empresas y de que el 1% de los más ricos de los estadounidenses formulan las políticas. Según una historieta de Fernando Calvi y Francisco de Zárate publicada por el diario Clarín, en 1960 el sueldo de un CEO en Estados Unidos era 50 veces superior al de un obrero. Entre 2005 y 2010, esa diferencia se agrandó hasta 350 veces.
La protesta ha sido criticado por su falta de enfoque y de una agenda que genere una acción. En un artículo que se criticaba a los manifestantes, Ginia Bellafante escribió en The New York Times: "La falta de cohesión del grupo y del de su deseo aparente del progresismo pantomimo en lugar de la práctica, lleva a un conocimiento inquietante en los desafíos que muchos enfrentan en generación -. encontrar un trabajo, pagar los préstamos estudiantiles, tratando de encontrar formas para terminar la universidad, cuando el dinero se ha acabado." Glenn Greenwald respondió a esta crítica escribiendo lo siguiente:

"¿Hay alguien que realmente no sabe cual es el mensaje fundamental de esta protesta: que Wall Street está rezumando la corrupción y la criminalidad y su poder político incontrolado en la forma de capitalismo de amigos y apropiación de las instituciones políticas-está destruyendo la seguridad financiera de todos los demás."?

El deseo de formar un programa más coherente era evidente alrededor del décimo tercer día de la ocupación, con el sentimiento en el campamento, por lo general se divide en dos líneas: los que quieren seguir en la protesta de forma amorfa y crecer a través del espectáculo, enfocándose en aquellos que quieren atraer demandas sobre disparidad de riqueza.

### Opiniones políticas
El movimiento se centra en la afirmación: "la única cosa que todos tenemos en común es que somos el 99% de los que no tolerará más la codicia y la corrupción del 1%", en el sitio web OccupyWallSt.org. Por lo tanto, las protestas han reunido a personas de muchas de diferentes ideologías políticas, incluyendo a los demócratas, anarquistas y socialistas. Las creencias religiosas de los protestantes también varían, incluyendo pero no limitado a ateos, cristianos, judíos, taoístas, budistas y musulmanes. Los mensajes de los manifestantes parecen ser variados, algunos con demandas para el aumento de impuestos a los ricos, el aumento de impuestos a las corporaciones, poniendo fin a las empresas de bienestar, el apoyo a sindicalismo, y la protección de Medicare y seguro social en sus formas tradicionales.

## Cronología de eventos

### Línea de tiempo
- El 17 de septiembre fue el inicio de la protesta de Occupy Wall Street. Un estimado de 1,000 personas[56] se concentraron el primer día. Agentes del Departamento de Policía de Nueva York prohibieron a los manifestantes poner tiendas de campaña, citando reglas de vagancias. Esto conllevó a las personas caminar por Wall Street y concentrarse en Zuccotti Park entre Broadway y Church y las calles Liberty y Cedar. Se convocaron protestas paralelas en otras ciudades, tanto dentro como fuera de los Estados Unidos, con el mismo principio.

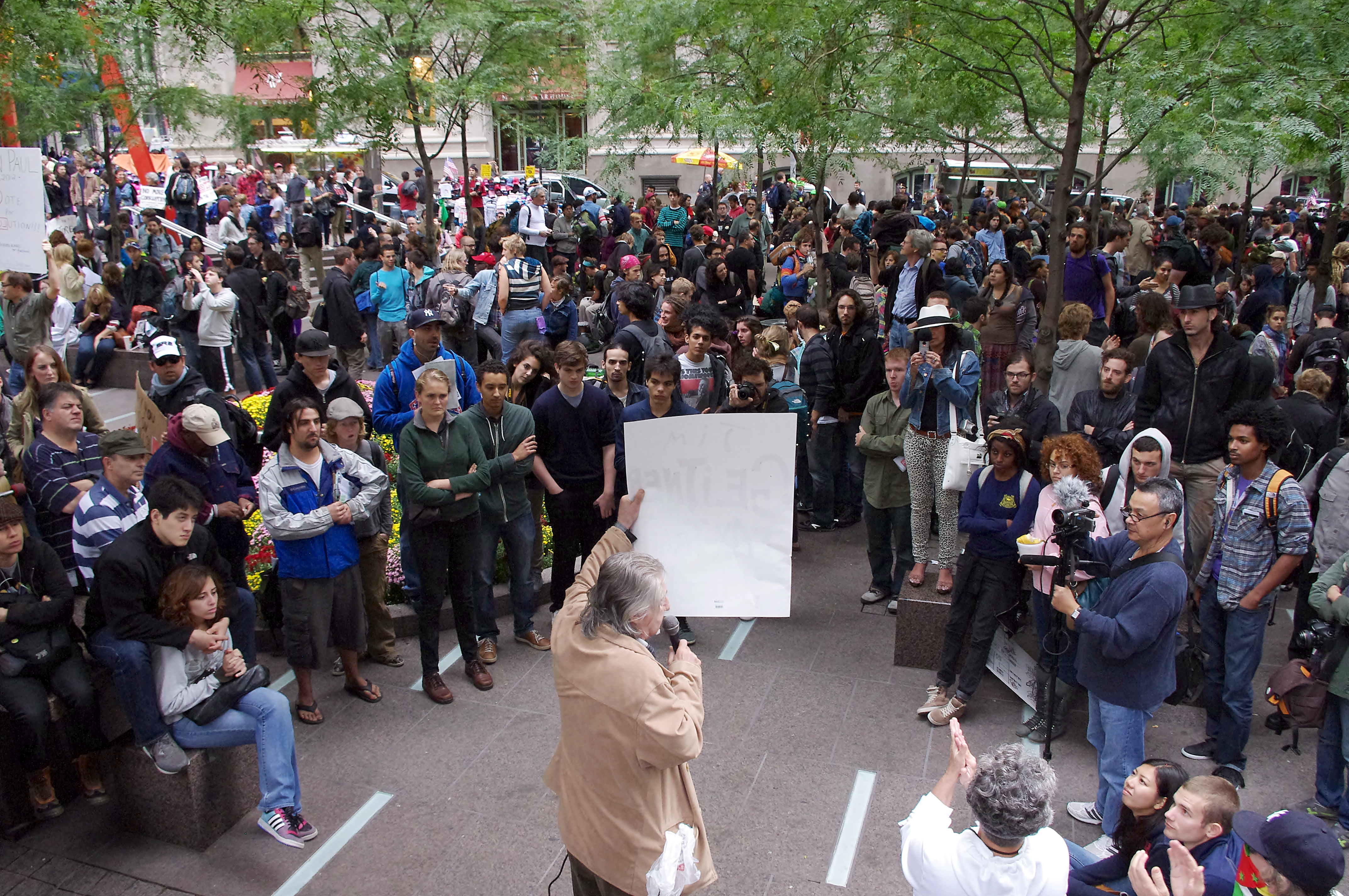
Un portavoz habla a la multitud en Zuccotti Park el 17 de septiembre de 2011

- El 19 de septiembre, la Bolsa abrió en Wall Street en su horario regular. Muchos medios empezaron a cubrir las marchas[57] y Occupy Wall Street empezó a captar la atención de una variedad de medios de comunicación.[58] Por la noche del martes los manifestantes sumaban cerca de 150, aunque hubo más durante el día.[56]
- El 23 de septiembre, las protestas en Liberty Square, a través de la calle en la sede financiera del One Liberty Plaza, continuó.[59] The Colbert Report[60] satirizó las protestas y los periódicos más importantes, incluyendo The Guardian[61] y el New York Times cubrieron las protestas.[52]
- El 27 de septiembre, en una muestra de frustración por los fracasos de negociación colectiva, 700 pilotos de United y Continental Airlines, junto con otros de la Asociación de Pilotos de Líneas Aéreas, se manifestaron frente a Wall Street en Nueva York.[62] Los pilotos iban de uniforme, y caminaban en formación con pancartas que decían: "¿Cuál es el costo de un piloto? Depende de tu punto de vista."[62]
- El 29 de septiembre, manifestantes en San Francisco intentaron ocupar las sedes bancarias del Citibank, Chase, y entrar a la institución del Charles Schwab.[63][64]
- El 1 de octubre, más de 700 personas de Occupy Wall Street fueron arrestados en el Puente de Brooklyn. Los manifestantes también se concentraron en Albuquerque, Nuevo México, Boston, Chicago, Los Ángeles y Seattle para expresar su solidaridad con el movimiento en Nueva York.[65][66]

## Incidentes mayores

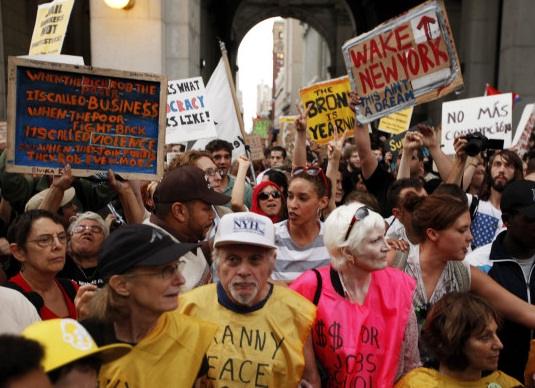
Los manifestantes marchando hacia la estación de policía.

### Primeras detenciones
El Departamento de Policía de Nueva York hizo sus primeras detenciones durante las protestas:
- Cuatro manifestantes fueron arrestados por cubrirse las caras con máscaras.[67]
- Un manifestante fue arrestado por traspasar una barricada policial y resistirse al arresto.[68]
- Dos manifestantes fueron arrestados por entrar a un edificio propiedad de Bank of America.[68]
- Un manifestante fue arrestado por provocar desorden.[69]

Al menos 80 arrestos se hicieron el 24 de septiembre, después que los manifestantes comenzaron a marchar por Midtown obligando al cierre de varias calles. La mayoría de los 80 arrestos fueron por bloquear el tráfico, aunque algunos también fueron acusados de alteración del orden público y resistencia a la autoridad. Los agentes de policía usaron una técnica llamada kettling, que implica el uso de redes de color naranja para aislar a los manifestantes en grupos pequeños.

### Spray de pimienta
El 24 de septiembre testigos dijeron ver a tres mujeres gritar y tirarse al pavimento tras ser rociadas por spray de pimienta en la cara. El incidente tomó lugar en la intersección de la Calle 1 y University Place en Greenwich Village, durante las marchas en Zuccotti Park y Union Square. Las autoridades dijeron que los manifestantes no tenían permiso para la marcha. Un video publicado en YouTube y en NYDailyNews.com muestra a uniformados que habían acorralado a las mujeres utilizando redes de color naranja y de repente rociaron a las mujeres con el spray rápidamente. Otra mujer que había quedado atrapada en la red y rociada con gas pimienta informó de otros incidentes y que se cree que era innecesario el uso de la fuerza policial. El portavoz del jefe del Departamento de Policía Paul J. Browne, dij o que la policía había usado el spray “apropiadamente." Según el portavoz, “el spray de pimienta fue usado después de que individuos confrontaran a los oficiales e intentaran prevenirlos de colocar las barricadas - algo que fue editado en el vídeo, si no se hubiese visto.” Los activistas posteriormente publicaron el nombre y datos de contacto del funcionario que aparece rociando a la mujer con el spray de pimienta, y alentó al público a quejarse de su conducta.
El oficial de policía, que usó el spray de pimienta fue identificado como el Inspector Anthony V. Bologna conocido como "Tony Bologna" del Departamento de Policía de Nueva York. Bologna ya había enfrentado quejas de derechos civiles por su papel durante la Convención Nacional Republicana de 2004 celebrada en Nueva York, por la presunta detención ilegal y violaciones de los derechos civiles.

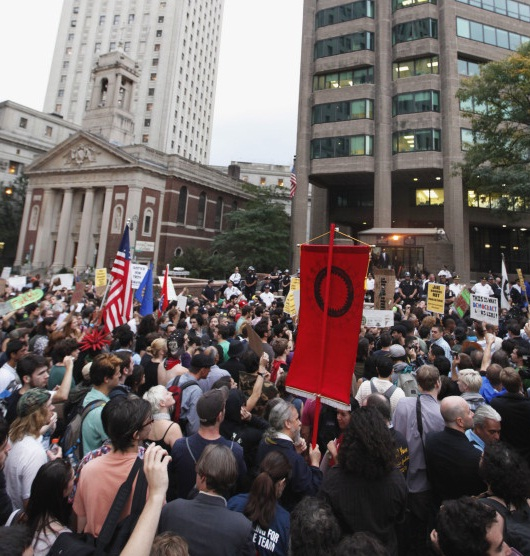
Protestas durante el día 14

Un segundo vídeo fue publicado por el fotógrafo, Andrés Hinderaker, en el blog político Daily Kos y parece mostrar a otro incidente con spray de pimienta. De acuerdo con Hinderaker, mientras llevaba su carné de prensa, había estado en la calle 12 Este y vio a oficiales arrastrando a una mujer desde detrás de una red tirándola al suelo. Él fotografió la escena y luego empezó a alejarse cuando fue rociado. Aunque Hinderaker dijo que no estaba seguro de que le habían aplicado, el vídeo parece mostrar a Bologne rociar al fotógrafo directamente en la cara.
El siguiente día el grupo  Anonymous publicó un vídeo en el que criticaban al Departamento de Policía de Nueva York con un ultimátum.

We, as it is our duty to uphold the freedoms of the people will constitute a declaration of war against the NYPD if the brutality does not stop. If we hear of brutality in the next 36 hours then we will take you down from the internet as you have taken the protesters voices from the airwaves.
en inglés

Nosotros, como es nuestro deber de defender las libertades de las personas constituiremos una declaración de guerra contra la policía de Nueva York si la brutalidad no se detiene. Si escuchamos sobre alguna brutalidad en las próximas 36 horas entonces los quitaremos de la Internet tal como tomaron las voces de manifestantes de la señales.
en español

Las 36 horas pasaron sin ningún incidente. Tanto como Raymond W. Kelly, comisionado de la Oficina de Asuntos Internos de la policía de Nueva York, y la oficina del Fiscal del Distrito de Manhattan, Cyrus Vance, Jr., abrió investigaciones respecto al incidente.

### Arrestos masivos en el Puente de Brooklyn
El 1 de octubre de 2011, los manifestantes empezaron a marchar a través del Puente de Brooklyn. El The New York Times informó que más de 700 detenciones en 10 buses fueron utilizados para llevar a los manifestantes desde el puente. El Portavoz del Departamento de Policía de Nueva York, Paul Browne, aseguró que los manifestantes se les dio "múltiples advertencias" de no bloquear pasos de peatones en el puente, y fueron detenidos cuando se negaron.
Según el RT, el grupo caminó en el Puente de Brooklyn, cuando en el puente, la policía se presentó, bloqueado ambos lados del puente, acercándose hacia los manifestantes atrapados, los arrestaron (unos 700) al igual que periodistas. Un periodista del RT expresó preocupaciones por los cientos de arresto por las protestas.
El 2 de octubre The Guardian y otros medios informaron de los controvertidos vídeos que mostraban a la policía dejando y guiando a los manifestantes que pasaran a pie por el puente peatonal para evitar que caminasen en la carretera principal, después los manifestantes empezaron a caminar en la carretera y fueron arrestados por obstrucción al tráfico:

Protesters started marching up the pedestrian walk way over the bridge while others tried to take the traffic lane. For a few minutes officers held the line and then they turned around and led the way up the traffic lane on the Brooklyn Bridge. From what I saw no police told any of the protesters to leave until they created a barricade in front of the march about halfway through the bridge. They then pulled vans and buses up to the back of the group and started arresting everyone.
en inglés

Los manifestantes comenzaron a marchar por una vía peatonal sobre el puente, mientras que otros trataron de tomar el carril del tráfico. Por algunos minutos los oficiales se dieron la vuelta, se dirigieron al carril de tráfico en el puente de Brooklyn. Por lo que vi, no vi a la policía diciendo a los manifestantes que abandonaran hasta que ellos crearon una barricada frente a la marcha hacia la mitad del puente. Después, sacaron furgonetas y autobuses atrás del grupo y comenzaron a arrestar a todo el mundo.
en español

El 2 de octubre, todos los detenidos a excepción de 20 habían sido liberados con cargos por conducta desordenada y una citación judicial penal.

## Reacciones

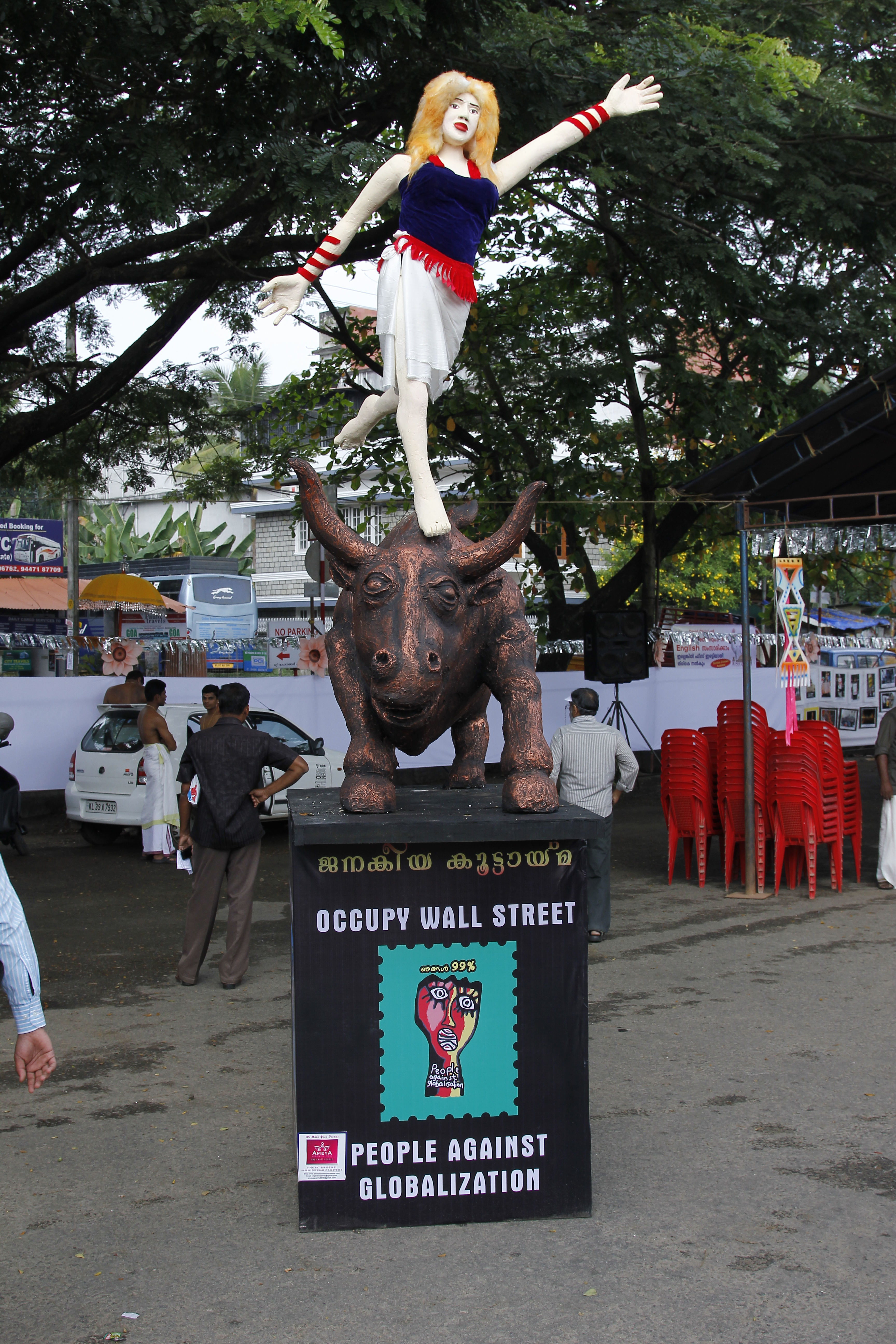
Representación del símbolo de Ocupemos Wall Street

### Apoyo

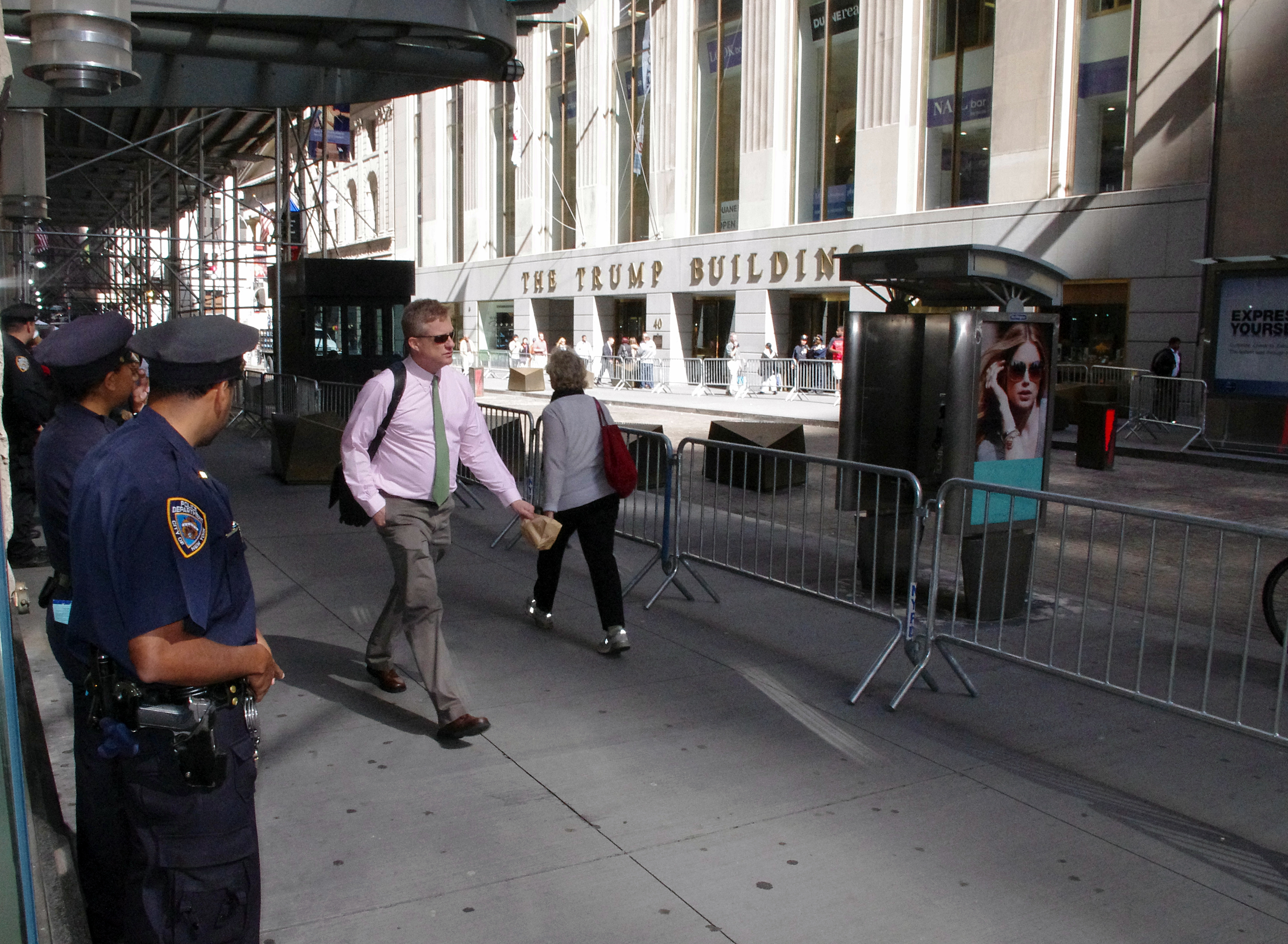
Wall Street ha estado asegurado con barricadas por los manifestantes, incluyendo turistas.

La protesta ha recibido, entre otros, los siguientes apoyos: el filósofo Noam Chomsky, el activista Michael Moore, el escritor Juan Gelman, el rapero Lupe Fiasco -quien donó tiendas de campañas y escribió un poema para inspirar a los manifestantes-, la artista japonesa, Yoko Ono, ha dado su muestra de apoyo a la campaña y hasta dijo que "si John (Lennon) siguiera vivo, estaría liderando la revolución".
El apoyo entre los medios destacan: el blogero progresista Zaid Jilani, del ThinkProgress, escribió que la ira de los manifestantes en contra de los bancos de Wall Street era razonable "porque las acciones de Wall Street han hecho a decenas de millones de personas más pobres." El bloguero izquierdista Crooks and Liars comentó durante la protesta, junto con la blogera Susie Madrak, "tengo la sensación de que esto podría ser una buena idea".
El artista de rap Lupe Fiasco, no solo donó tiendas de campañas y un sistema de sonido móvil de la ocupación, sino que también escribió un poema para ayudar a inspirar a los manifestantes. La comediante Roseanne Barr habló a los manifestantes durante el primer día de la manifestación, describiendo los financistas de Wall Street como "el pueblo que diezmó la economía y causó todos los problemas en el mundo" Susan Sarandon habló en la manifestación diciendo: "Yo he venido aquí a educarme a mí misma... Hay un gran vacío entre los ricos y los pobres de este país". Entre otras celebridades apoyando las protestas fueron Russell Simmons, Anti-Flag, Salman Rushdie, Margaret Atwood, Radiohead, y otros veteranos de guerras.
El comentarista político y escritor Keith Olbermann criticó a los medios por no dar cobertura a las protestas de Occupy Wall Street, diciendo: "¿Por qué no hay ningún medio de comunicación cubriendo las protestas?... Si fueran protestas contra el Tea Party frente a Wall Street..., entonces estarían en cada noticiero de televisión." La canadiense Naomi Klein apoyó las protesta en Twitter, diciendo: "Este no es el momento de estar buscando la manera de despedir a un naciente movimiento contra el poder del capital, sino hacer todo lo contrario: para encontrar maneras de aceptarlo, apóyenlo y ayuden a que crezca por su enorme potencial. Con tanto en juego, el cinismo es un lujo que no se puede permitir."
El cineasta Michael Moore habló en contra de Wall Street, diciendo: "Ellos han tratado de tomar nuestra democracia y la han convertido en una cleptocracia."
El connotado académico Cornel West, profesor de religión y de estudios afroaméricanos de la Universidad de Princeton y autor de diversos libros sobre asuntos raciales, se refirió a las críticas acerca de que los manifestantes carecerían de un discurso unitario y demandas claras señalando lo siguiente:

«Es imposible traducir el tema de la avaricia de Wall Street en una demanda, o en dos demandas. Estamos hablando de un despertar democrático». «...se trata de elevar la conciencia política de manera que se desborde por todas partes del país, de modo que la gente pueda comenzar a ver lo que está pasando a través de un conjunto de lentes diferentes, y luego empezar a destacar cuáles serían las demandas en forma más detallada. Porque al final estamos hablando realmente de lo que Martin King llamaría una revolución: una transferencia del poder de los oligarcas a la gente común de todos los colores. Y esto es un proceso que sucede paso a paso.»

### Críticas
La revista liberal Mother Jones criticó mucho las manifestaciones. En un artículo del 27 de septiembre se criticó fuertemente la falta de un mensaje claro por parte del movimiento, cuya causa era el tipo de tácticas de uno de los teóricos grupos más activos, Anonymous. En su opinión, el movimiento no ha sido capaz de atraer a una amplia franja de los estadounidenses: "Hasta ahora, esto es más un movimiento para los soñadores que para los estadounidenses de clase media tratando de ganarse la vida."
Varios comentaristas en los medios de comunicación y el sector financiero empezaron a temer sobre disturbios en el período previo al evento pese a la insistencia de los organizadores de que la ocupación era pacífica. En una entrevista con The New American, Ron Arnold del Center for the Defense of Free Enterprise afirmó que los "radicales estadounidenses planean simultáneamente cientos de levantamientos violentos para derrocar nuestro sistema de capitalismo... estoy hablando de anticapitalistas, de terroristas en nuestro propio país." The Blaze, un sitio web de noticias conservadoras, criticó a las manifestaciones comparándolas con las violentas "protestas de Chicago" de 1969. En un artículo publicado en el New York Daily News describió las protestas como un "montón de niños malcriados".
Se sospechó que Twitter censuraba al movimiento Occupy Wall Street.

## Protestas relacionadas
El 17 de septiembre, día en que comenzó esta serie de protestas en Estados Unidos, se convocaron otras protestas paralelas en otros países del mundo con el mismo principio:
- #OccupySanLázaro (Ocupa Cámara de Diputados y Senadores) en la Ciudad de México, México
- #TomaLaBolsa (Toma la Bolsa) en Madrid, España
- #TomaLaBolsa (Toma la Bolsa) en Valencia, España
- #OccupyFDSF (Ocupa el Distrito Financiero de San Francisco) en San Francisco, Estados Unidos
- #usdorLosA (Día de la Ira en EE.UU. - Los Ángeles) en Los Ángeles, Estados Unidos
- #TakeTheSquareWI (Toma la Plaza - Wisconsin) en Madison, Estados Unidos
- #OccupyBayStreet (Ocupa Bay Street) en Toronto, Canadá
- #OccupyBankOfEngland (Ocupa el Banco de Inglaterra) en Londres, Reino Unido
- #AntiBanks (Antibancos) en Lisboa, Portugal
- #AntiBanks en Atenas, Grecia
- #OccupyMartinPlace (Ocupa Martin Place) en Sídney, Australia
- #OccupyBörsenStrasse (Ocupa Börsenstrasse - la Calle de la Bolsa) en Stuttgart, Alemania (Occupy Germany en idioma alemán)
- #OccupyMarunouchi (Ocupa Marunouchi) en Tokio, Japón
- #OccupazionePiazzaAffari (Ocupación de Piazza Affari - Plaza de los Negocios) en Milán, Italia
- #AntiBanks en Ámsterdam, Países Bajos
- #AntiBanks en Argel, Argelia
- #AntiBanks en Tel Aviv, Israel

## Curiosidades
- Se inventó un robot para la ocasión, OCCU(PI) Bot.[119][120][121]

### En castellano
- Chomsky, Noam  (2012). Ocupar Wall Street. Ediciones Urano. ISBN 978-84-936961-7-7.
- Graeber, David (2014).  Somos el 99%. Una historia, una crisis, un movimiento. Capitán Swing Libros. ISBN 978-84-942879-3-0
- Greif, Mark  (2018). Contra todo. Editorial Anagrama. ISBN 978-84-339-6418-2
- Rodríguez, Manuel "Txelu" (2015). La Traducción De La Anarquía El Anarquismo En Occupy Wall Street. Volapük Ediciones. ISBN 978-84-940852-5-3
- VVAA (2013). Occupy Wall Street. Manual de uso. RBA Libros. ISBN 978-84-900666-7-6

### Otros idiomas
- Gitlin, Todd (2012). Occupy Nation: The Roots, the Spirit, and the Promise of Occupy Wall Street. Editorial It Books. ISBN 978-0-0622-0092-1
- Graeber, David (2012). The Democracy Project: A History, a Crisis, a Movement. Editorial Spiegel & Grau. ISBN 978-0-8129-9356-1